# 瓜斯塔托亞
瓜斯塔托亞是危地馬拉的城市，也是普羅格雷索省的首府，位於該國中部，距離首都危地馬拉市73公里，面積262平方公里，海拔高度515米，2008年人口17,571。

## 外部連結
- Interactive department map （页面存档备份，存于）
- GuastatoyaEnLinea.com Comunidad virtual Guastatoyana
- ElProgresoParaTodos.com （页面存档备份，存于） Pagina no oficial del Departamento

14°51′N 90°04′W / 14.850°N 90.067°W